# مابوکی
مابوکی (به انگلیسی: Mabbuke) یک منطقهٔ مسکونی در پاکستان است که در پنجاب واقع شده‌است. مابوکی ۱۹۱ متر بالاتر از سطح دریا واقع شده‌است.